# のと鉄道NT300形気動車
のと鉄道NT300形気動車（のとてつどうNT300がたきどうしゃ）は、2015年（平成27年）3月に2両が製造されたのと鉄道の観光列車用気動車である。「のと里山里海号」の愛称がつけられている。

## 概要
のと鉄道が2010年代初頭から取り組んでいた観光客の増加策に加え、金沢に延伸開業する北陸新幹線によって増加が見込まれる観光客を能登に招致するため、石川県および沿線市町の支援による観光列車としてNT300形が導入された。普通列車用として導入されているNT200形と基本設計を共通とし、外装を能登の海をイメージした鏡面仕上げの青、内装を沿線の伝統工芸品を車内各所に使用した観光列車用に変更したものである。製造された2両の仕様はほぼ同一だが、2両編成で観光列車として運用される前提のため、NT301はトイレなし、NT302はトイレ付となった。NT200形との併結も可能で、平日ダイヤでは定期の各駅停車に連結されて運転される。

## 車体
車体はNT200形のものを基本とするが、外部塗装は能登の海をイメージした「日本海ブルー」を基調に、下部に大地の実りをイメージしたえんじ色の帯がまかれた。塗装面は鏡面仕上げとされた。窓は眺望を妨げないよう防曇の2重ガラスとされた。七尾寄りの客室のシートはすべて海向きとされ、山側は床面を150 mm高くしたソファーシートとなった。NT301ではソファー席の七尾寄りにはサービスカウンターが設けられ、NT302では多目的トイレが設けられた。それ以外の部位はボックスシートが計8組設けられたが、背もたれの高さが従来車より100 mm高くなっている。NT301では「里山」をイメージして座席はオレンジ系、NT302では「里海」をイメージして青系とされ、両車とも表布には「のときりしま」がデザインされた。沿線の伝統工芸品である輪島塗、田鶴浜建具、珠洲焼、能登上布、仁行和紙、能登島ガラスが車内各所に用いられた。排気管用ペースを拡大し、伝統工芸品の展示が行われている。穴水側の助士席側には座席が設けられ、展望スペースとなっている。車内を開放的なものとするため、ソファーシート上部以外は荷棚を廃止した。

## 走行装置
エンジンは、 カミンズ製N14R（257 kW / 2,000 rpm）を1基搭載、動力は変速1段・直結3段のTACN-33-1603変速機を介して台車に伝達される。補器類は軸駆動とすることでベルト類を廃止した。前位側台車は2軸駆動の動台車NF01B、後位側は従台車NF01BTで、いずれもボルスタレス式の空気ばね台車である。制動装置は電気指令式空気ブレーキが採用された。制輪子の凍結を防ぐため、動力台車には冬季留置ブレーキが設けられた。

## 空調装置・電気装置
空調装置、制御装置はNT200形のものが踏襲された。車両制御は多重伝送で行われ、配線数の削減が行われた。冷房装置は新冷媒対応、ベルトレスのものが、暖房は機関排熱を利用した温風式のものが採用された。

## 運用
2015年（平成27年）4月29日から運行を開始した。土日祝日および水曜を除く夏休み期間中はNT300形の2両編成で、通常の列車より速度を落とした観光列車として運行されている。水曜を除く平日は、定期普通列車にNT300形1両が連結される形で運転される。

## 車歴
| 車両番号 | 製造          |
| -------- | ------------- |
| 301      | 2015年3月19日 |
| 302      | 2015年3月19日 |